# Mario Roberto Cassari
Mario Roberto Cassari (27 août 1943 - 19 août 2017) est un archevêque et diplomate catholique italien. Il rejoint le service diplomatique du Saint-Siège en 1977 et sert en tant que nonce apostolique dans plusieurs pays depuis qu'il est devenu archevêque en 1999 jusqu'à sa retraite en 2016.

## Biographie
Mario Roberto Cassari est né à Ghilarza, province d'Oristano, Sardaigne, Italie, le 27 août 1943. Il est ordonné prêtre pour le diocèse de Tempio-Ampurias le 27 décembre 1969. Il obtient une licence en théologie et une licence en droit canonique à l'université pontificale du Latran à Rome. De 1969 à 1974, il est vicaire paroissial à la cathédrale de Tempio Pausania, enseigne à l'école, est secrétaire de l'évêque et étudie la pédagogie à l'Université de Sassari
Il étudie ensuite à l'Académie pontificale ecclésiastique de Rome et entre au service diplomatique du Saint-Siège le 22 mars 1977. Il travaille dans les nonciatures apostoliques au Pakistan (en), en Colombie (en), en Équateur (en), au Soudan (en), en Afrique du Sud, au Japon (en), en Autriche (en) et en Yougoslavie (en). En 1987, lorsque le départ du nonce apostolique en Afrique du Sud Joseph Mees le laisse temporairement en charge de la nonciature dans ce pays, il s'adresse à une réunion des évêques d'Afrique du Sud et contredit directement la position de Mees selon laquelle les règles du pape Jean-Paul contre l'implication dans la politique qui s'appliquent aux évêques d'Afrique du Sud sous l'apartheid.
Le 3 août 1999, le pape Jean-Paul II le nomme archevêque titulaire de Truentum (de) et nonce apostolique au Congo et au Gabon (en). Il reçoit la consécration épiscopale le 16 octobre 1999 par Angelo Sodano avec comme co-consécrateurs Pier Giuliano Tiddia (it) et Paolo Atzei (it). Le 31 juillet 2004, Jean-Paul le nomme nonce apostolique en Côte d'Ivoire et au Burkina Faso (en), et le 8 septembre 2004 également nonce apostolique au Niger (en). Ses missions au Burkina Faso et au Niger prennent fin avec la nomination de son successeur, Vito Rallo, le 12 juin 2007.
Le 14 février 2008, le pape Benoît XVI le nomme nonce apostolique en Croatie (en) Le 10 mars 2012, il est nommé nonce apostolique en Afrique du Sud, au Botswana, en Namibie (en) et au Swaziland (en), ajoutant le Lesotho une semaine plus tard.
Le pape François le nomme nonce apostolique à Malte le 22 mai 2015,.
Il prend sa retraite en avril 2017 et décède le 19 août 2017.

## Succession apostolique
Mario Roberto Cassari a ordonné les évêques suivants :
- Évêque Jean-Vincent Ondo Eyene (de) (2000)
- Évêque Mathieu Madega Lebouankehan (it) (2000)